# 김상우 (연출자)
김상우(1985)은 대한민국의 드라마 연출가이다.

## 드라마
- 2017년  MBC 월화 특별기획 드라마         《왕은 사랑한다》 ... 프로듀서
- 2017년  MBC 수목 미니시리즈              《병원선》 ... 프로듀서
- 2018년  tvN 수목 미니시리즈              《나의 아저씨》 ... 프로듀서
- 2019년  tvN 주말 특별기획 드라마         《아스달 연대기》 ... 프로듀서
- 2019년  MBC 수목 미니시리즈              《어쩌다 발견한 하루》 ... 프로듀서
- 2020년 ~ 2021년 JTBC 화요 미니시리즈 《라이브온》 ... 연출